# CPg
Pour les articles homonymes, voir CPG.
 (janvier 2025).
CPg est un groupe de punk rock hongrois underground, originaire de Szeged. Controversé, le groupe est formé par le guitariste Zoltán Benkő et le batteur Zoltán « Kutyás » Nagy en 1979. Le chanteur Béla Haska et le bassiste Zoltán Vargaa rejoignent le groupe en 1981.

## Histoire
CPg est principalement connu pour ses apparitions scéniques controverses, et ses paroles condamnant l'autorité du régime soviétique socialiste en Hongrie. En 1982, plusieurs établissements ferment leurs portes au groupe, qui est forcé de se relocaliser à Budapest. CPg se popularise considérablement dans la scène underground, mais il est en parallèle surveillé par la presse et les autorités locales. Leur dernier concert s'effectue le 5 mars 1983. Béla Haska déchiquètera un poulet sur scène. Les membres de CPg seront appréhendés ; les enquêtes mènent à la conclusion que le groupe n'est pas d'idéologie fasciste, mais plutôt anticommuniste.
Les quatre membres seront alors condamnés. Benkő, Haska et Nagy sont jugés à deux ans de prison. Varga est placé pendant quatre ans en probation, car il était mineur à l'époque des faits. Peu après sa sortie de prison, Benkő s'envole vers les États-Unis pour éviter son service militaire. Après sept ans dans le pays, il revient en Hongrie en 1993. Puis CPg se réunit à la fin des années 1990 avec tous ses membres. Pendant l'ère communiste, la seule source documentée concernant la musique de CPg est un bootleg DAT de faible qualité. Cependant, en 1993, album live officiel est publié par le label Trottel Records, sous le titre Mindent Megeszünk. En 1999, le producteur Róbert Kövessy réalise un documentaire de 63 minutes sur les débuts de Cpg, intitulé Pol Pot Megye Punkjai. 
En 2003, Auróra Records publie leur premier album studio, intitulé Embör vigyázz!, qui comprend des chansons écrites déjà 20 ans auparavant. En 2007, ils publient leur nouvel album, Emberek Emberekért. Puis l'éponyme CPg sort en 2008.

## Membres

### Membres actuels
- Zoltán « Güzü » Benkő - guitare
- Zoltán « Kutyás » Nagy - batterie
- Béla Haska - chant
- Zoltán « Takony » Varga - basse

### Anciens membres
- Antal « Kicsi » Kis - basse
- Tibor « Bőr » Kocsis - claviers, chant
- Ferenc « Boy » Gallai - chant
- Istvan « Főnök » Fátyol - chant

## Discographie
- 1983 : Demo
- 1983 : Mindent Megeszünk
- 2000 : 1980-1984
- 2003 : Embör Vigyázz!
- 2005 : A38, 2005.XII.15.'
- 2006 : CPg 7"Bakelit
- 2007 : Emberek Emberekért
- 2008 : CPg